# دوري كرة القدم الإنجليزي 1972–73
دوري كرة القدم الإنجليزي 1972–73 هو موسم من دوري كرة القدم الإنجليزي. أقيم خلال الفترة 12 أغسطس 1972 وحتى 9 مايو 1973، وفاز فيه نادي ليفربول.